# Personal Computer Memory Card International Association

Il logo della PCMCIA

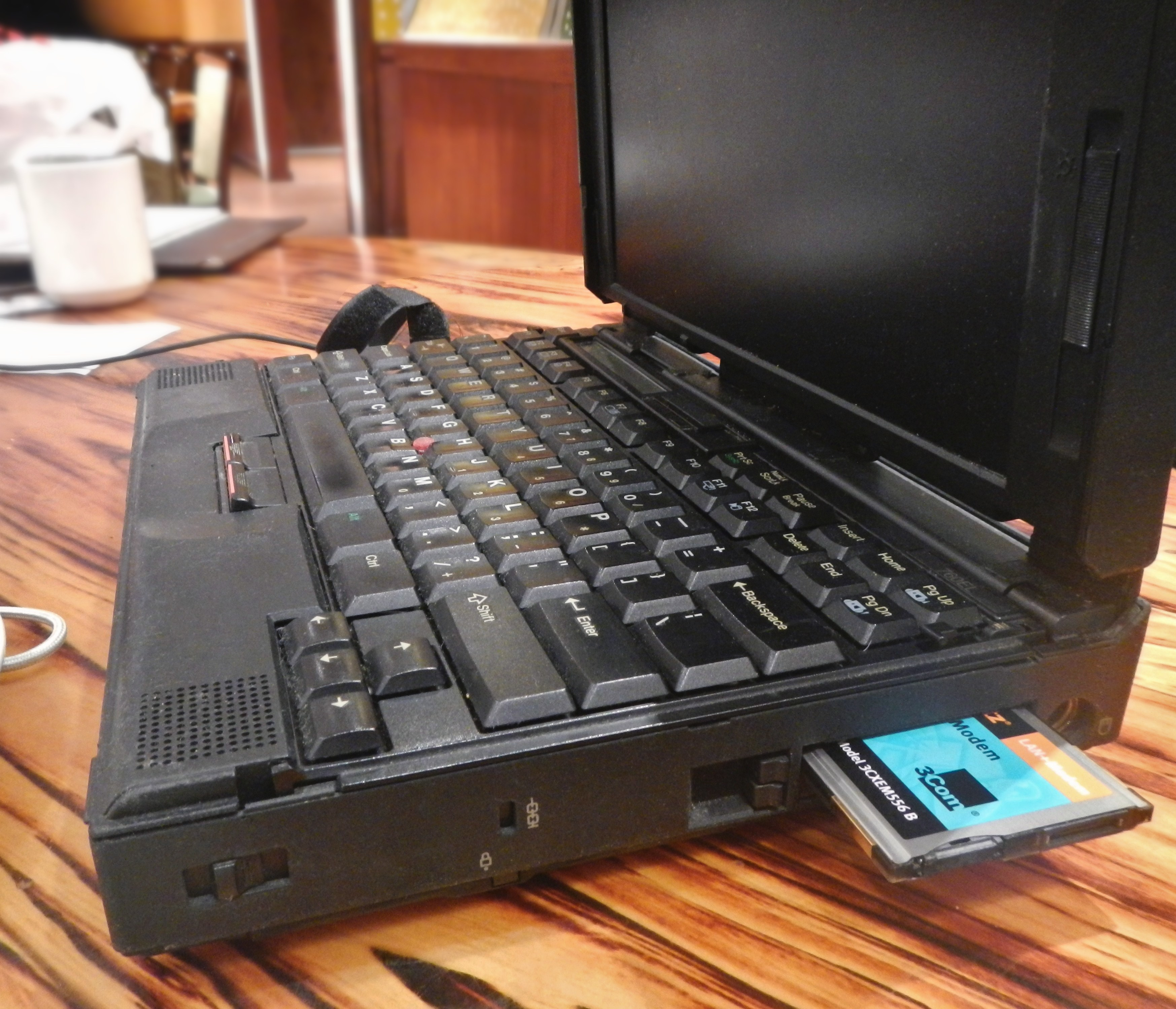
Un dispositivo PCMCIA, in questo caso una scheda Ethernet 3Com inserita in computer portatile IBM ThinkPad 760

La Personal Computer Memory Card International Association (PCMCIA) è stato un gruppo di produttori di hardware per computer, operante sotto questo acronimo dal 1989 al 2009. A partire dalla PCMCIA card nel 1990, in seguito ridenominata PC Card, ha creato vari standard per le interfacce hardware progettate per i computer portatili.

## Storia
La PCMCIA venne istituita per merito del matematico ed informatico britannico Ian H.S. Cullimore,  uno dei fondatori della Poqet Computer Corporation con sede a Sunnyvale, che stava cercando di integrare una nuova tecnologia di scheda di memoria come mezzo di archiviazione dei dati nei primi personal computer palmari basati su DOS, dal momento che le unità floppy e i dischi rigidi tradizionali erano troppo grandi ed energivori per essere inseriti nei dispositivi portatili alimentati a batteria. Quando nel luglio 1989 Poqet contattò sia Fujitsu per le schede di memoria SRAM esistenti ma ancora non standardizzate, sia Intel per le memorie flash,  fu evidente per le parti coinvolte la necessità e il potenziale di stabilire uno standard mondiale per le schede di memoria. Ciò portò alla fondazione della PCMCIA nel settembre 1989.
Già all'inizio del 1990 aderirono alla PCMCIA una trentina di aziende, tra cui Poqet, Fujitsu, Intel, Mitsubishi, IBM, Lotus, Microsoft e SCM Microsystems (ora Identiv).
Dal 1990 in poi l'associazione produsse e curò diversi standard per le interfacce di trasmissione parallela dei dati nei computer portatili, in particolare la PCMCIA card (successivamente ribattezzata PC Card) e l'ExpressCard (2003).
La PCMCIA fu sciolta nel 2009; da allora, stando al sito web del PCMCIA, tutte le sue attività sono state rilevate dall'USB Implementers Forum.

## Nome
PCMCIA sta per Personal Computer Memory Card International Association, il gruppo di aziende che definirono lo standard della PCMCIA Card. Tale acronimo era difficile sia da pronunciare sia da ricordare, e talvolta gli veniva attribuito scherzosamente il significato People Can't Memorize Computer Industry Acronyms ("Le persone non riescono a memorizzare gli acronimi dell'industria informatica"). Per migliorare l'approccio mnemonico e per agevolare il marketing, l'associazione acquisì i diritti sul termine più semplice "PC Card" da IBM e ribattezzò con questo nome la PCMCIA Card a partire dalla versione 2. Le schede PC Card venivano utilizzate per reti wireless, modem e altre funzioni all'interno dei computer portatili.

## Obsolescenza
Dopo la chiusura della PCMCIA nel 2009, i suoi standard sono stati poco utilizzati nel nuovo hardware, dato che la maggior parte dei dispositivi rimovibili utilizzano l'interfaccia USB. Nel marzo 2023 i curatori del kernel Linux hanno annunciato una progressiva rimozione dei driver PCMCIA obsoleti dal kernel principale.